# Wietnam na Letnich Igrzyskach Olimpijskich 2020
Wietnam na Letnich Igrzyskach Olimpijskich 2020 reprezentowało 18 zawodników: ośmiu mężczyzn i dziesięć kobiet. Był to szesnasty start reprezentacji Wietnamu na letnich igrzyskach olimpijskich.

## Skład kadry

### Badminton
| Zawodnik         | Konkurencja        | Faza grupowa                 | Faza grupowa                    | Faza grupowa             | Pozycja | 1/8              | Ćwierćfinały     | Półfinały        | Finał            | Finał   | Źródło                  |
| Zawodnik         | Konkurencja        | Przeciwnik Wynik             | Przeciwnik Wynik                | Przeciwnik Wynik         | Pozycja | Przeciwnik Wynik | Przeciwnik Wynik | Przeciwnik Wynik | Przeciwnik Wynik | Pozycja | Źródło                  |
| ---------------- | ------------------ | ---------------------------- | ------------------------------- | ------------------------ | ------- | ---------------- | ---------------- | ---------------- | ---------------- | ------- | ----------------------- |
| Nguyễn Tiến Minh | gra pojedyncza (m) | Antonsen 0-2 (13-21, 13-21)  | Dwicahyo 0-2 (14-21, 18-21)     | N\A                      | 3.      | NQ               | NQ               | NQ               | NQ               | 15.     | [ 3 ] [ 4 ] [ 5 ]       |
| Nguyễn Thùy Linh | gra pojedyncza (k) | Qi Xuefei 2-0 (21-11, 21-11) | Tai Tzu-ying 0-2 (16-21, 11-21) | Jaquet 2-0 (21-8, 21-17) | 2.      | NQ               | NQ               | NQ               | NQ               | 15.     | [ 6 ] [ 7 ] [ 8 ] [ 9 ] |

### Boks
| Zawodnik         | Konkurencja            | 1/16             | 1/8               | Ćwierćfinał      | Półfinał         | Finał            | Finał   | Źródło |
| Zawodnik         | Konkurencja            | Przeciwnik Wynik | Przeciwnik Wynik  | Przeciwnik Wynik | Przeciwnik Wynik | Przeciwnik Wynik | Miejsce | Źródło |
| ---------------- | ---------------------- | ---------------- | ----------------- | ---------------- | ---------------- | ---------------- | ------- | ------ |
| Nguyễn Văn Đương | waga piórkowa mężczyzn | Əliyev W 3-2     | Tsendbaatar P 0-5 | NQ               | NQ               | NQ               | 9.      | [ 10 ] |
| Nguyễn Thị Tâm   | waga musza kobiet      | Petrowa P 2-3    | NQ                | NQ               | NQ               | NQ               | 17.     | [ 11 ] |

### Gimnastyka
| Zawodnik          | Konkurencja            | Kwalifikacje | Kwalifikacje | Finał | Finał   | Źródło |
| Zawodnik          | Konkurencja            | Wynik        | Pozycja      | Wynik | Pozycja | Źródło |
| ----------------- | ---------------------- | ------------ | ------------ | ----- | ------- | ------ |
| Đinh Phương Thành | ćwiczenia na poręczach | 11,833       | 67.          | NQ    | NQ      | [ 12 ] |
| Lê Thanh Tùng     | ćwiczenia na drążku    | 13,166       | 39.          | NQ    | NQ      | [ 13 ] |
| Lê Thanh Tùng     | skoki                  | 13,483       | 19.'         | NQ    | NQ      | [ 13 ] |

### Judo
| Zawodnik              | Konkurencja | 1/16                | 1/8                 | Ćwierćfinał         | Półfinał            | Repasaże            | Finał / 3.miejsce   | Finał / 3.miejsce | Źródła |
| Zawodnik              | Konkurencja | Przeciwniczka Wynik | Przeciwniczka Wynik | Przeciwniczka Wynik | Przeciwniczka Wynik | Przeciwniczka Wynik | Przeciwniczka Wynik | Pozycja           | Źródła |
| --------------------- | ----------- | ------------------- | ------------------- | ------------------- | ------------------- | ------------------- | ------------------- | ----------------- | ------ |
| Nguyễn Thị Thanh Thủy | -52 kg (k)  | Chițu P 00-10       | NQ                  | NQ                  | NQ                  | NQ                  | NQ                  | 17.               | [ 14 ] |

### Lekkoatletyka
Konkurencje biegowe
| Zawodnik      | Konkurencja           | Eliminacje | Eliminacje | Półfinał | Półfinał | Finał | Finał   | Źródło |
| Zawodnik      | Konkurencja           | Wynik      | Miejsce    | Wynik    | Miejsce  | Wynik | Miejsce | Źródło |
| ------------- | --------------------- | ---------- | ---------- | -------- | -------- | ----- | ------- | ------ |
| Quách Thị Lan | 400 m przez płotki(k) | 55,71      | 4.         | 56,78    | 6.       | NQ    | NQ      | [ 15 ] |

### Łucznictwo
| Zawodnik                              | Konkurencja       | Runda rankingowa | Runda rankingowa | 1/64                 | 1/32             | 1/16             | 1/8              | Ćwierćfinały     | Półfinały        | Finał            | Finał   | Źródło               |
| Zawodnik                              | Konkurencja       | Wynik            | Miejsce          | Przeciwnik Wynik     | Przeciwnik Wynik | Przeciwnik Wynik | Przeciwnik Wynik | Przeciwnik Wynik | Przeciwnik Wynik | Przeciwnik Wynik | Pozycja | Źródło               |
| ------------------------------------- | ----------------- | ---------------- | ---------------- | -------------------- | ---------------- | ---------------- | ---------------- | ---------------- | ---------------- | ---------------- | ------- | -------------------- |
| Nguyễn Hoàng Phi Vũ                   | indywidualnie (m) | 647              | 53.              | Tang Chih-chun P 1-7 | NQ               | NQ               | NQ               | NQ               | NQ               | NQ               | 33.     | [ 16 ] [ 17 ] [ 18 ] |
| Đỗ Thị Ánh Nguyệt                     | indywidualnie (k) | 628              | 49.              | Hayakawa P 5-6       | NQ               | NQ               | NQ               | NQ               | NQ               | NQ               | 33.     | [ 19 ] [ 20 ] [ 21 ] |
| Đỗ Thị Ánh Nguyệt Nguyễn Hoàng Phi Vũ | mikst             | 1275             | 23.              | N/A                  | N/A              | N/A              | NQ               | NQ               | NQ               | NQ               | 23.     | [ 22 ] [ 23 ]        |

### Pływanie
| Zawodnik            | Konkurencja         | Eliminacje | Eliminacje | Półfinał | Półfinał | Finał | Finał   | Źródło               |
| Zawodnik            | Konkurencja         | Czas       | Miejsce    | Czas     | Miejsce  | Czas  | Miejsce | Źródło               |
| ------------------- | ------------------- | ---------- | ---------- | -------- | -------- | ----- | ------- | -------------------- |
| Nguyễn Huy Hoàng    | 800 m dowolnym (m)  | 7:54,16    | 20.        | N/A      | N/A      | NQ    | NQ      | [ 24 ] [ 25 ]        |
| Nguyễn Huy Hoàng    | 1500 m dowolnym (m) | 15:00,24   | 12.        | N/A      | N/A      | NQ    | NQ      | [ 26 ] [ 27 ]        |
| Nguyễn Thị Ánh Viên | 200 m dowolnym (k)  | 2:05,30    | 26.        | NQ       | NQ       | NQ    | NQ      | [ 28 ] [ 29 ] [ 30 ] |
| Nguyễn Thị Ánh Viên | 800 m dowolnym (k)  | 9:03,56    | 30.        | N/A      | N/A      | NQ    | NQ      | [ 31 ] [ 32 ]        |

### Podnoszenie ciężarów
| Zawodnik        | Konkurencja     | Rwanie | Rwanie  | Podrzut | Podrzut | Razem  | Pozycja | Źródło |
| Zawodnik        | Konkurencja     | Wynik  | Pozycja | Wynik   | Pozycja | Razem  | Pozycja | Źródło |
| --------------- | --------------- | ------ | ------- | ------- | ------- | ------ | ------- | ------ |
| Thạch Kim Tuấn  | -61 kg mężczyzn | 126 kg | 8.      | DNF     | DNF     | DNF    | DNF     | [ 33 ] |
| Hoàng Thị Duyên | -59 kg kobiet   | 95 kg  | 5.      | 113 kg  | 7.      | 208 kg | 5.      | [ 33 ] |

### Strzelectwo
| Zawodnik        | Konkurencja               | Kwalifikacje | Kwalifikacje | Finał | Finał   | Źródło        |
| Zawodnik        | Konkurencja               | Wynik        | Pozycja      | Wynik | Pozycja | Źródło        |
| --------------- | ------------------------- | ------------ | ------------ | ----- | ------- | ------------- |
| Hoàng Xuân Vinh | pistolet pneumatyczny (m) | 573-16x      | 22.          | NQ    | NQ      | [ 34 ] [ 35 ] |

### Taekwondo
| Zawodnik             | Konkurencja   | 1/8              | Ćwierćfinał            | Półfinał         | Repesaż          | Finał/3.miejsce  | Finał/3.miejsce | Źródło |
| Zawodnik             | Konkurencja   | Przeciwnik Wynik | Przeciwnik Wynik       | Przeciwnik Wynik | Przeciwnik Wynik | Przeciwnik Wynik | Pozycja         | Źródło |
| -------------------- | ------------- | ---------------- | ---------------------- | ---------------- | ---------------- | ---------------- | --------------- | ------ |
| Trương Thị Kim Tuyền | -49 kg kobiet | Yong W 19-5      | Wongpattanakit P 11-20 | NQ               | Semberg P 1-22   | NQ               | 7.              | [ 36 ] |

### Wioślarstwo
| Zawodnik                    | Konkurencja | Eliminacje | Eliminacje | Repesaż | Repesaż | Półfinały | Półfinały | Finał   | Finał      | Miejsce | Źródło |
| Zawodnik                    | Konkurencja | Czas       | M.         | Czas    | M.      | Czas      | M.        | Czas    | M.         | Miejsce | Źródło |
| --------------------------- | ----------- | ---------- | ---------- | ------- | ------- | --------- | --------- | ------- | ---------- | ------- | ------ |
| Lường Thị Thảo Đinh Thị Hảo | LW2x        | 7:36,21    | 4.         | 7:53,69 | 5.      | NQ        | NQ        | 7:27,51 | 3. Finał C | 15.     | [ 37 ] |